# 17090 Mundaca
A 17090 Mundaca (ideiglenes jelöléssel 1999 JE21) a Naprendszer kisbolygóövében található aszteroida. A LINEAR projekt keretében fedezték fel 1999. május 10-én.